# Ибн Абу ад-Дунья

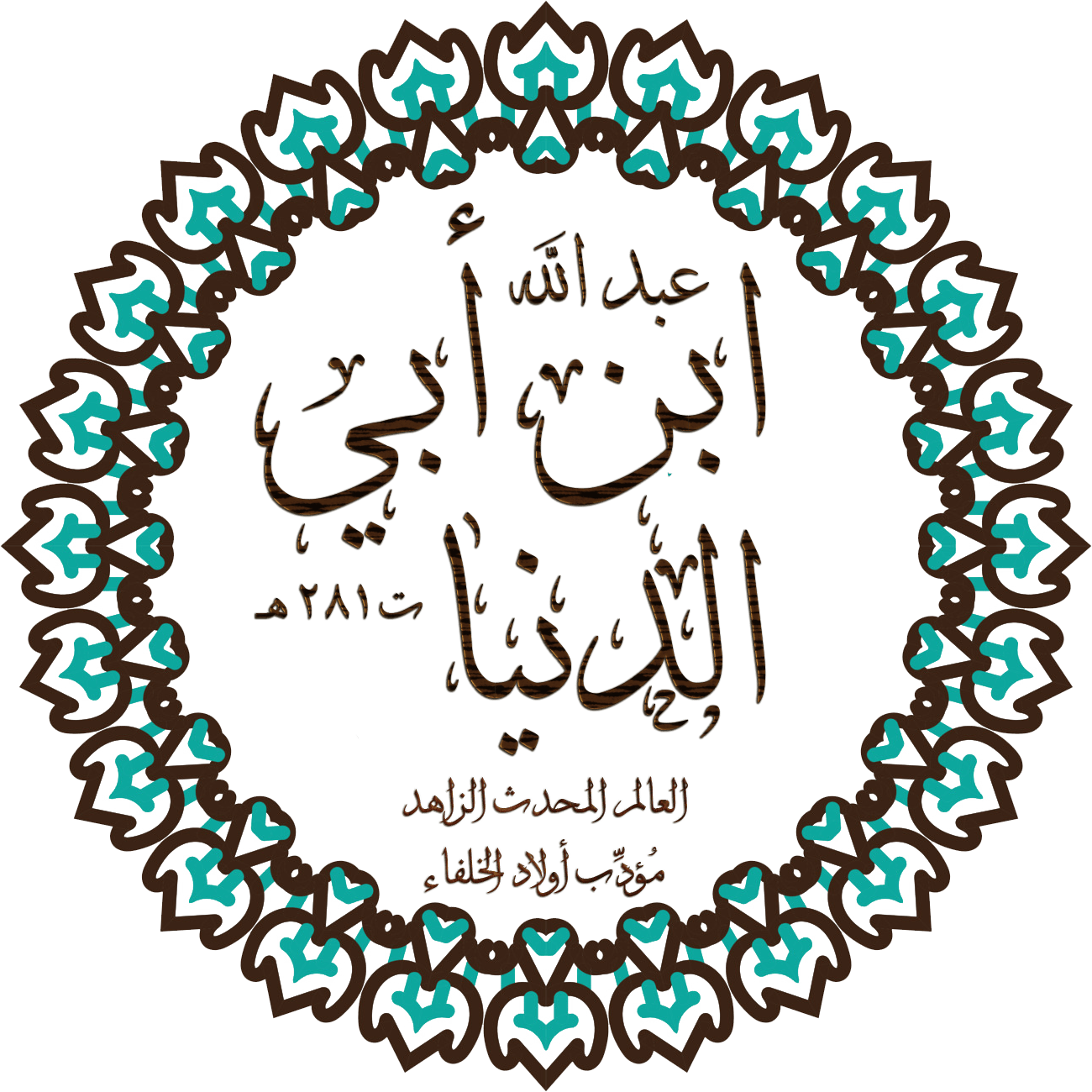
Каллиграфически написанное имя Ибн Абу-Дунья

Абу Бакр Абдуллах ибн Мухаммад аль-Багдади (араб. أبو بكر عبد الله بن محمد البغدادي‎), известный как Ибн Абу ад-Дунья (араб. ابن أبي الدنيا‎; 823—894) — мусульманский учёный, историк, хадисовед, литературовед, аскет. В течение своей жизни он служил наставником аббасидских халифов аль-Мутадида (прав. 892—902) и его сына аль-Муктафи (прав. 902—908), а также других аббасидских князей.

## Биография
Его полное имя: Абу Бакр ‘Абдуллах ибн Мухаммад ибн ‘Убайд ибн Суфьян ибн Кайс аль-Кураши аль-Багдади (араб. أبو بكر عبد الله بن محمد بن عبيد بن سفيان بن قيس البغدادي القرشي‎). Родился 823 году в Багдаде. У него множество учителей, от которых он передавал предания. Самые известные из них:
- Мухаммад аль-Бухари
- Абу Дауд ас-Сиджистани
- Абу Хатим ар-Рази
- Абу Убайд аль-Касим ибн Саллям
- Мухаммад ибн Сад
- Ханнад ибн ас-Сарийй ат-Тамими ад-Дарими
- Абу Убайда ибн аль-Фудайль ибн ‘Ияд

Также у него множество учеников, которые передали от него. Самые известные из них:
- Ибн Абу Хатим ар-Рази
- Мухаммад ибн Язид аль-Казвини
- Абу Бакр Мухаммад ибн Абдуллах аш-Шафии

Ибн Абу ад-Дунья умер 14 джумада аль-ахира 281 года хиджры (894 г.) в Багдаде. Похоронен на кладбище аш-Шунизийя.
Ибн Абу ад-Дунья решительно выступал за праведную жизнь и против того, что считал моральным злом. Он был известен своей благочестивой жизнью. В его произведениях можно найти ряд высказываний, приписываемых пророку Исе (Иисусу).
Израильский музыковед, специалист по истории и теории арабской музыки Амнон Шилоах (1924—2014) считает, что трактат Ибн Абу ад-Дунья о музыке «Замм аль-маляхи» («Осуждение маляхи») был первым систематическим нападением на музыку со стороны исламских ученых, став «образцом для все последующих текстов на эту тему». Его понимание маляхи как представляющего собой не только «инструменты для развлечения», но и музыку, запрещённую и предназначенную только для развлечения, было интерпретацией, которая «руководила всеми последующими авторами, занимавшихся вопросом о законности музыки».

## Сочинения
Ему приписывают более 100 работ о различных темах, о таких как: истории, биографии, «чтения» Корана (кираат), хадисы, право (фикх), аскетизм (зухд), «смягчение сердец» (ракаик), этикет (адаб) и т. д.
- Макталь аль-Хусейн (араб. مقتل الحسين‎) — история битвы при Кербеле.
- ас-Сабк ва ар-рами;
- Замм аль-маляхи (араб. ذم الملاهي‎) — эссе об осуждении музыки;
- Китаб аль-Манам[9];
- Китаб замм ад-дунья (араб. ذم الدنيا‎ — «Книга порицания мирской жизни»);
- Китаб ат-таква («Книга благочестия»)[7];
- Сифат ан-нар — (араб. صفة النار‎) — сочинение об адском огне и наказании, с которыми столкнутся неверующие и грешники.